# 桜井麻衣
桜井 麻衣（さくらい まい、1990年9月14日 - ）は、日本の女性プロレスラー、女優。東京都出身、千葉県育ち。かつてのリングネームは桜井 まいだったが、2024年4月に桜井麻衣へ変更した。マリーゴールド所属。血液型O型。

## 来歴
品川女子学院中等部・高等部卒業後。フェリス女学院大学国際交流学部に入学。大学では入学式で勧誘されて読者モデルのサークルに所属、そのためもあって大学では芸能活動をしている友人が多かった。
本格的に芸能界に進もうと思っていたが、親からは就職活動就活はしておいた方がいいと言われ、キャビンアテンダントを志望。大手航空会社に合格したが、結局は芸能界に入った。
役者として活動中に、Actwres girl'Z代表の坂口敬二から誘われプロレスデビューを決意する。
2020年
- 2月11日、Actwres girl'Z 新木場大会にてプロレスデビュー[5]。同団体、青野未来がデビュー戦の相手となった[5]。
- 3月15日、Actwres girl'Z Beginning新木場大会にて、Actwres girl'Z beginning所属となる。
- 8月2日、Actwres girl'Z 北千住大会終了後、長谷川美子とよぴまいとして、YouTubeでチャレンジ体当たり企画を開始[6]。
- 10月5日、Actwres girl'Z 新木場大会にて、長谷川美子とよぴまいタッグで、月山和香からビッグブーツからの片エビ固めでフォール勝ちし、自力初勝利[7]。
- 11月8日、『外神田メイド協会企画　アクトレスガールズさん1日お給仕』の企画で、秋葉原の老舗メイド喫茶メイリッシュにて1日お給仕イベントを行った[8]。
- 11月16日、アイスリボンとActwres girl'Zの合同興行にて、アイスリボン所属の雪妃真矢とフェリス女学院大学卒同士のフェリスタッグを組んで、青野未来＆石川奈青組に勝利[1][9]。
- 12月31日、タックルベリーのキャンペーンガールである、17代目のベリーガールズ2021に就任[10]。

2021年
- 2月15日、極楽山本・ロンブー亮のARIGATEENA TVの放送にて、MCの山本圭一から、得意技のビッグブーツについて、同MC田村亮のコンビ名のロンドンブーツ1号2号にかけてロンドンブーツビッグブーツの使用を勧められる[11]。
- 2月23日、Actwres girl'Z 横浜大会にて、今までの白と好きな色のピンクを基調としたコスチュームから、ファイトスタイルと合わせた黒を基調としたコスチュームに変更する[12]。
- 4月13日、Actwres girl'Z 新木場大会にて、noki-Aとのタッグで、ロンドンブーツを持って関口翔・向後桃組と戦う。試合中、山本圭一の勧め通りにロンドンブーツを履いて、ロンドンブーツビッグブーツを向後桃に仕掛けフォールするも、関口翔にカットされ、その後、向後桃と関口翔のダブル619を受け、フォール負けしてしまう。
- 6月28日、「ミスFLASH2022」オーディション選考に選出され候補者となる[13]。
- 7月15日、Actwres girl'Zを退団する[14]。
- 7月24日、「ミスFLASH2022」オーディションセミファイナルステージ進出が決定[15]。
- 7月25日、スターダム後楽園ホール大会に姿を見せ、ウナギ・サヤカの持つフューチャー・オブ・スターダム王座への挑戦を表明した[16]。
- 8月13日、スターダムへ初参戦。ウナギ・サヤカとのフューチャー戦に敗れる。試合後、ウナギが所属するユニットの『COSMIC ANGELS』に加入の意思を示すがウナギが拒否。最後は中野たむが承諾しコズエンに正式に加入した[17]。
- 8月27日、「ミスFLASH2022」オーディションセミファイナルステージを総合1位で通過し、ファイナリストとなる[18]。
- 8月28日、この日から「桜井まいスターダム・チャレンジ」が開始。第1戦でワールド・オブ・スターダム王者の林下詩美と対戦し敗れる[19]。
- 9月25日、5★STAR GP 2021〜最終戦＆優勝決定戦〜（大田区総合体育館）にて、月山和香をダイビング・エルボードロップからのエビ固めで抑え込み、シングルマッチ、スターダム参戦後、初勝利[20]。

2022年
- 1月31日、プロレス業に専念するため所属していた芸能プロダクション・ミューズを退所[21]。
- 2月12日、スターダム STARDOM Cinderella Journey 2022 in OSAKAにて、「ジュリアさんのもとでプロレスをしたい」と志願し受諾され、コズエンを離脱しドンナ・デル・モンドへ加入[22]。
- 3月11日、品川インターシティホールで開催されたスターダムの新設した若手大会、『NEW BLOOD 1』に参戦。MIRAIと組み、Queen's Quest代表として参加した上谷沙弥、レディ・C組と引き分ける[23]。
- 4月1日から正式にスターダムの所属となった[24]。

2023年
- 3月26日、CINDERELLA TOURNAMENT 2023 〜開幕戦〜でジュリアと対戦しオーバー・ザ・トップロープで勝利する大番狂わせを起こした[25]。その後も格上を破る快進撃を続け、最終的にトーナメント準優勝を果たした[26][27]。また、このシリーズから貴婦人キャラが定着。単独のタイアップを果たすまでになった[28][29]。
- 5月27日、ジュリア、テクラとタッグを組み、KAIRI＆なつぽい＆安納サオリ組『REstart』が持つアーティスト・オブ・スターダム王座に挑戦し勝利[30]。デビュー後初のタイトルとなる。

2024年
- 3月31日、スターダム山形大会における中野たむ戦を最後にスターダムを契約満了により退団[31]。
- 4月15日、新団体「マリーゴールド」の旗揚げ記者会見に出席し、リングネーム表記を本名の桜井 麻衣に改める[32]。5月20日の旗揚げ戦ではゼイダ・スティールと組み、野崎渚＆マイラ・グレース組と対戦。時間切れドローで終わった[33]。
- 8月31日から開幕したDREAM*STAR GP2024では開幕戦で高橋奈七永にSTFでレフェリーストップ勝ち、9月14日にはボジラにリングアウト勝ちを収めるなどSTARリーグを勝ち点11で1位通過。9月28日に行われた優勝戦ではDREAMリーグ1位の林下詩美に敗れ準優勝に終わる。

2025年
- 1月3日、大田区総合体育館大会でデビュー戦の相手である青野未来をSTFで破り、マリーゴールド・ユナイテッド・ナショナル王座の第2代王者となる[34]。

## 人物
小学校から高校までバトントワリングをやっていた他、チアリーディング、水泳、バドミントンもやっており、学生時代から体を動かすことが好きだった。
Kpop好きであり、特に少女時代とNiziUが好き。また、韓国の梨花女子大学の語学堂へ留学の経験もある。
ニックネームのまいぱんの由来は、プロレスを始めた当初は45Kgしかなく全くプロレスラーのように見えず、プロレスラーというよりは女子アナのような風貌だということで、女子アナの〇〇パンというあだ名を元に、桜井まいの、「まい」に「ぱん」を足して、まいぱんとなった。
白米の由来は、元々の黒のコスチュームから、スターダム参戦時に白のコスチュームへ変更し、自身の事を白まいと記載した際に、白まいって「はくまい」と読めるということから、自ら「白米」と命名。
まいぱんも本来は女子アナのパンからきているが、ミスFLASH2022オーディションのマシェバラ内で販売しているグッズのTシャツには食パンのイラストを描いており、ニックネームはパンと米という食べることが好きなことが伝わってくる形となっている。
極楽とんぼ山本圭壱がメインMCをしている番組にレギュラー出演している縁で、山本圭壱が運営しているYouTubeチャンネル「極楽とんぼ山本圭壱 けいちょんチャンネル」に出演。出演当時はヒールレスラーとして活動していたが、正座をして食事をするなど育ちの良さや人の好さが出ており、真面目で礼儀正しいレスラーとしてギャップを弄られる。その後も、番組内で、レスラーとしてのポジションと人の好さのギャップを度々弄られる。
思ったことをそのまま口にしてしまうことがあり、先輩レスラーの本間多恵の事を本人の前でおしゃべりクソ野郎と言ってしまうなど天然なところがあるが、本人には悪気がないからかその場は笑いに包まれることが多い。
2023年3月26日に行われたCINDERELLA TOURNAMENT 2023の初戦から貴婦人キャラを活かしたマイクパフォーマンスが恒例となり、4月14日の後楽園ホール大会では負けながらもマイクパフォーマンスを行った。マイクパフォーマンス中は観客を「庶民」と呼ぶことが多く、名産品や近隣の観光地を絡めたものが多い。

## 得意技

### フィニッシュ・ホールド
貴婦人おクラッチ
まいぱんロール
ダイビング・ローリング・ギロチン・ドロップ
2023年1月8日に初披露。別名ハーレムハングオーバー。
STF
フェイス・バスター
ダイビング・エルボー・ドロップ

### 関節技
ミラノ風おパラダイスロック
2023年9月10日初披露。スターダムスペシャルコーチで、パラダイスロックの考案者であるミラノコレクションA.T.より伝授を受けた。

### 打撃技
ビッグブーツ

### 投げ技
スタナー

## タイトル歴
スターダム
- アーティスト・オブ・スターダム王座

（第30代 w/ ジュリア&テクラ）
マリーゴールド
- 第2代マリーゴールド・ユナイテッド・ナショナル王座
- マリーゴールド・ツインスター王座

（初代 w/ MIRAI）
- ツインスターカップ・タッグトーナメント 優勝

（2024年 w/ MIRAI）

## 入場曲
- （スターダム参戦以降）「My Stage」（打打だいず・siromaru）[42]

## 出演

### テレビドラマ
- 僕はまだ君を愛さないことができる（フジテレビ） - 女子社員 役
- オトナ女子（フジテレビ） - 女子社員 役
- BOOM MAKER（妖怪女学園）（チバテレビ）

### バラエティー
- 極楽山本・ロンブー亮のARIGATEENA TV（テレビ埼玉）マシェバラGIRLS

### その他のテレビ番組
- 360°まる見えアイドル水泳大会（FOD）

### 映画
- 探偵はBARにいる3（2017年） - ホステス 役
- レオン（2018年） - 女子社員 役

### 舞台
- 俺は君の為にこそ死ににいく（2015年）
- 新白波伝説記（2016年）
- 四季おりおり（2016年）
- クリスマウスの夜（2016年）
- エグ女3（2017年）
- BPMD〜それぞれの夢をかけて〜（2018年）
- 女女女の女（2018年）
- 氷雪の門（2018年）

### CM
- Sony、Xperia XZ1

## 作品

### デジタル写真集
- 桜井麻衣 戦う女グラフィティ【70P完全版】（2024年10月25日、講談社、撮影：高橋慶佑）
- 天麗皇希 桜井麻衣 戦う女グラフィティ（2024年10月25日、講談社、撮影：高橋慶佑）